# Boriskino
Boriskino (russisch Борискино, baschkirisch Борискин) ist ein Dorf in Baschkortostan (Russland). Es liegt im Jengalyschewski selsowet.

## Geographie
Der Ort liegt im Tschischminski rajon, 41 Kilometer bzw. 43 Straßenkilometer vom Verwaltungssitz des Rajons, Tschischmy, entfernt. Das Verwaltungszentrum des selsowets, Jengalyschewo, liegt in 4 Kilometern Abstand von Boriskino.

## Bevölkerung
Im Jahr 2010 lebten 101 Menschen im Dorf, die meisten davon Tataren.
| Jahr | Einwohner |
| ---- | --------- |
| 2002 | 114       |
| 2009 | 120       |
| 2010 | 101       |